# Сизов, Николай Иванович (чтец)
Никола́й Ива́нович Сизо́в (1915—1991) — советский актёр театра, мастер художественного слова, народный артист РСФСР.

## Биография
Николай Иванович Сизов окончил студию Томского драматического театра. С 1954 года служил в Кемеровском областном драмтеатре, где около двух лет работал над образом Ленина, на которого был внешне похож. В июне 1956 года дебютировал в спектакле «В. И. Ленин» в Кемерово. Летом 1957 года выступил в роли Ленина в Центральном музее В. И. Ленина и Институте марксизма-ленинизма при ЦК КПСС в Москве. Старейшая большевичка Елена Стасова, секретарь ЦК партии при жизни Ленина, с большой теплотой отозвалась об артисте в роли Ленина. После этого интенсивно занимался концертной деятельностью. 
Позже работал в Кемеровской филармонии. С конца 1960-х годов выступал с программой «Ленин в наших сердцах», а затем со спектаклем «По Ильичу сверяя шаг» по литературно-драматической композиции О. Павловского. Вместе с артистами Надеждой Ладыгиной и Анатолием Колесниковым исполнял сцены из «Третьей патетической» Н. Погодина (режиссёр Евгений Матвеев). Выпустил специальные программы «Великий путь», «Они сражались за Родину», «Коммунисты, вперед!».
Много выступал как мастер художественного слова на Кузбассе, в том числе с концертом-лекцией «Русская народная песня». В 1982 году к 60-летию образования СССР подготовил композицию «Этапы большого пути», с которой гастролировал в Новосибирской, Иркутской, Челябинской областях, в Казахстане. Позже выступал с ленинскими программами «Прост, как правда», «Великий мечтатель».
С начала 1980-х годов выступал с циклом художественного чтения, составленным из произведений М. Шолохова, К. Симонова, А. Твардовского, К. Паустовского и других классиков отечественной литературы. Создал программу «Героика, лирика, юмор» по произведениям Расула Гамзатова, Роберта Рождественского, Евгения Евтушенко и других советских поэтов. Широко известна на Кузбассе стала его литературная программа «Кузбасс поэтический».
Член КПСС с 1959 года.

## Награды и премии
- Значок ЦК ВЛКСМ «За освоение целины».
- Заслуженный артист РСФСР (1976)[1].
- Народный артист РСФСР (3.06.1982)[2].